# تفکر خلاف واقع
تفکر خلاف واقع (به انگلیسی: Counterfactual thinking) مفهومی در روان‌شناسی است که نشان دهنده تمایل انسان به ایجاد جایگزین‌های ممکن برای رویدادهای است که قبلاً رخ داده‌اند: چیزی برخلاف آنچه در واقعیت اتفاق افتاده‌است. به عباراتی دیگر ساختن سناریوهایی متفاوت از آنچه در واقع روی داده است.
مثلا اگر درس خوانده بودم و دانشگاه رفته بودم اکنون پولدار بودم. یا اگر با شخص مورد علاقه‌ام ازدواج کرده بودم الان خوشبخت بودم. و یا اگر هیتلر در کودکی کشته می‌شد اکنون وضعیت جهان چگونه بود؟ چه می‌شد اگر آمریکا به رژیم صدام حسین حمله نمی‌کرد؟ و غیره
تفکر خلاف واقع همان‌طور که از نامش مشخص است یعنی: «در تضاد با واقعیات» و زمانی رخ می‌دهد که به این فکر می‌کنیم که چگونه ممکن است اوضاع به گونه ای متفاوت رقم بخورد. افکار خلاف واقع شامل چیزهایی است که - در حال حاضر - نمی‌توانست اتفاق بیفتد، زیرا وابسته به رویدادهایی هستند که در گذشته رخ نداده‌اند.

## مغالطه برخلاف واقعیت یا شرط خلاف واقع
مغالطه شرط خلاف واقع یعنی طرح ادعا یا ادعاهای بدون پشتوانه در مورد آنچه ممکن است در شرایطی متفاوت روی داده باشد. همچنین می‌توان به آن نام فرضیه بر خلاف واقعیت، یا مغالطه "چه می‌شد اگر" داد.
مثال‌ها:
تو اگر در روم باستان به دنیا می‌آمدی، یک گلادیاتور بودی.
این یک اشتباه خلاف واقع است زیرا بر اساس یک سناریوی فرضی است که بسیار متفاوت از واقعیت است. هیچ مدرکی وجود ندارد که آن شخص در روم باستان یک گلادیاتور می‌شد یا حتی در آن محیط زنده بماند. بسیاری از پیامدهای احتمالی دیگر مانند برده، کشاورز، سرباز، تاجر و غیره ممکن بود روی دهد.
اگر جان اف کندی ترور نمی‌شد، از جنگ ویتنام جلوگیری می‌کرد.
این یک اشتباه خلاف واقع است زیرا رویدادهای تاریخی علل و آثار پیچیده و نامشخص زیادی دارند. هیچ تضمینی وجود ندارد که کندی از جنگ ویتنام جلوگیری می‌کرد. بسیاری از عوامل دیگر که بر روند تاریخ تأثیر گذاشتند، مانند جنگ سرد، بحران موشکی کوبا، جنبش حقوق مدنی و غیره در این ادعا نادیده گرفته شده‌اند.
اگر سردار سلیمانی نبود سوریه توسط داعش تسخیر می‌شد.
این ادعا هم یک فرضیه اشتباه برخلاف واقعیت است. نقش روسیه، آمریکا و هزاران فاکتور دیگر به سادگی نادیده گرفته شده‌است.
استفاده از مغالطات خلاف واقع می‌تواند وسوسه انگیز باشد زیرا به ما امکان می‌دهد سناریوهای جایگزینی را تصور کنیم که مطلوب تر یا رضایت بخش تر از واقعیت هستند یا در جهت اهداف ما هستند.
با این حال، استفاده از چنین مغالطه‌ای گمراه کننده و غیر منطقی است، زیرا شواهد و واقعیت را نادیده می‌گیرند و بر حدس و گمان و خیال پردازی تکیه می‌کنند. چنین ادعاهایی می‌توانند بر احساسات ما تأثیر بگذارند، از جمله باعث شوند ما احساس پشیمانی، گناه، تسکین یا رضایت کنیم؛ بنابراین، ما باید مراقب باشیم که از مغالطه شرط خلاف واقع به عنوان استدلال یا توضیح معتبر استفاده نکنیم یا نپذیریم. در عوض، باید بر واقعیت و شواهد تمرکز کنیم.